# Eniclases
Eniclases  (лат.) — род жуков из семейства краснокрылов (Lycidae).

## Ареал
Новая Гвинея, а также острова Mysol, Хальмахера (Молуккские острова) и Япония.

## Описание
Длина узкого тела около 1 см (от 6,8 до 17,5 мм). Усики 11-члениковые, длинные, превышают половину длины надкрылий. Нижнечелюстные щупики 4-члениковые, лабиум состоит из 2 сегментов. Окраска разнообразная: жёлтая, коричневая, чёрная. Переднеспинка трапециевидная. Надкрылья в 3-4 раза длиннее своей ширины. Жуки Eniclases сходны с родом Trichalus Waterhouse, 1877 по своей форме (дорзо-вентрально сплющенное тело) и средним размерам; отличаются формой пронотума с остро выступающими задними углами и бугорком в задней трети пронотального края; девять морщинок-рёбрышек на плечевой части надкрылий (4 крупных первичных и 5 слабых вторичных рёбрышек); два расходящихся киля на пронотуме. Строением гениталий (куполообразная вершина фаллоса) сходен с родом Schizotrichalus Kleine, 1926.

## Систематика
Около 30 видов. Род Eniclases Waterhouse, 1879 был впервые выделен в 1879 году английским энтомологом Чарльзом Оуэном Уотерхаусом (Charles Owen Waterhouse, 1843—1917). В 2016 году чешскими энтомологами Матеем Боцеком (Matej Bocek) и Ладиславом Боцаком (Ladislav Bocak; Университет Палацкого, Оломоуц, Чехия) была проведена ревизия группы, в ходе которой были описаны новые виды.
Формой пронотума, укороченными первыми рёбрышками надкрылий, и строением гениталий таксон Eniclases филогенетически сближают с другими родами клады Trichalinina: Eniclases, Flabellotrichalus Pic, 1921, Microtrichalus  Pic, 1921, Schizotrichalus  Kleine, 1926 и Trichalus  Waterhouse, 1877. Эту родовую группу в настоящее время включают в состав подтрибы Metriorrhynchina из подсемейства Metriorrhynchinae (Bocak 2002, Sklenarova et al. 2014).
- Eniclases apertus (Pic, 1923[2]
- Eniclases bicolor Bocek & Bocak, 2016[1]
- Eniclases bokondinensis Bocek & Bocak, 2016[1]
- Eniclases brancuccii Bocek & Bocak, 2016[1]
- Eniclases divaricatus  (Pic, 1921)
- Eniclases egregius Kleine, 1926[2]
- Eniclases electus Kleine, 1926[2]
- Eniclases elelimensis Bocek & Bocak, 2016[1]
- Eniclases flabellatus Bocak & Bocakova, 1991[2]
- Eniclases flavoscutellaris Bocak & Bocakova, 1991[2]
- Eniclases fuscicornis Bocak & Bocakova, 1991[2]
- Eniclases infuscatus Bocek & Bocak, 2016[1]
- Eniclases luteolus (Waterhouse, 1878)
- Eniclases moluccanus Kleine, 1930[2]
- Eniclases niger Bocek & Bocak, 2016[1]
- Eniclases nigriceps Bocak & Bocakova, 1991[2]
- Eniclases nigricornis Bocak & Bocakova, 1991[2]
- Eniclases nigroruber Kleine, 1935[2]
- Eniclases pallidus Bocak & Bocakova, 1991[2]
- Eniclases papuensis Bocak & Bocakova, 1991[2]
- Eniclases pectinicornis Bocak & Bocakova, 1991[2]
- Eniclases proximus Bocak & Bocakova, 1991[2]
- Eniclases pseudoapertus Bocek & Bocak, 2016[1]
- Eniclases pseudoluteolus Bocek & Bocak, 2016[1]
- Eniclases robustus Bocak & Bocakova, 1991[2]
- Eniclases sedlaceki Bocak & Bocakova, 1991[2]
- Eniclases serratus Bocak & Bocakova, 1991[2]
- Eniclases similis Bocak & Bocakova, 1991[2]
- Eniclases slipinskii Bocak & Bocakova, 1991[2]
- Eniclases subelectus Bocak & Bocakova, 1991[2]
- Eniclases tikapurensis Bocek & Bocak, 2016[1]
- Eniclases variabilis Bocek & Bocak, 2016[1]
- Eniclases versicolor Kleine, 1926[2]
- Eniclases wauensis Bocak & Bocakova, 1991[2]
- Другие виды